# Championnat d'Uruguay de football 1943
Navigation
Édition précédente Édition suivante
La 41e édition du championnat d'Uruguay de football est remportée par le Club Nacional de Football. C’est le dix-huitième titre de champion du club. Nacional l’emporte avec 5 points d’avance sur le Club Atlético Peñarol. Club Sportivo Miramar complète le podium. 
Un système de promotion/relégation est en place: Le dernier du championnat est automatiquement remplacé par le premier du championnat Intermedia, la deuxième division uruguayenne. Rampla Juniors Fútbol Club est relégué en deuxième division et est remplacé par River Plate qui revient dans l’élite une saison après l’avoir quittée.
Tous les clubs participant au championnat sont basés dans l’agglomération de Montevideo.
Atilio García  du Nacional est avec 18 buts le meilleur buteur du championnat pour la sixième année consécutive.

## Les clubs de l'édition 1943
| \| Montevideo: · Defensor · Central · Wanderers · Nacional · Peñarol · Racing Club · Rampla Juniors · Sud América · Liverpool · Miramar Montevideo \| Localisation des clubs engagés dans le championnat. |
| Montevideo: · Defensor · Central · Wanderers · Nacional · Peñarol · Racing Club · Rampla Juniors · Sud América · Liverpool · Miramar Montevideo                                                           |

| Club                             | Stade | Capacité | Ville      |
| -------------------------------- | ----- | -------- | ---------- |
| Defensor Sporting Club           | -     | -        | Montevideo |
| Central Español Fútbol Club      | -     | -        | Montevideo |
| Liverpool Fútbol Club            | -     | -        | Montevideo |
| Club Sportivo Miramar            | -     | -        | Montevideo |
| Montevideo Wanderers Fútbol Club | -     | -        | Montevideo |
| Club Nacional de Football        | -     | -        | Montevideo |
| Club Atlético Peñarol            | -     | -        | Montevideo |
| Racing Club de Montevideo        | -     | -        | Montevideo |
| Rampla Juniors Fútbol Club       | -     | -        | Montevideo |
| Institución Atlética Sud América | -     | -        | Montevideo |

## Compétition

### Classement
Le classement est établi sur le barème de points suivant : victoire à 2 points, match nul à 1, défaite à 0.
| Rang | Équipe                           | Pts | J  | G  | N | P  | Bp | Bc | Diff |
| ---- | -------------------------------- | --- | -- | -- | - | -- | -- | -- | ---- |
| 1    | Club Nacional de Football T      | 32  | 18 | 15 | 2 | 1  | 57 | 23 | +34  |
| 2    | Club Atlético Peñarol            | 27  | 18 | 12 | 3 | 3  | 61 | 22 | +39  |
| 3    | Club Sportivo Miramar            | 17  | 18 | 8  | 1 | 9  | 29 | 45 | -16  |
| 4    | Defensor Sporting Club           | 16  | 18 | 6  | 4 | 8  | 27 | 32 | -5   |
| 5    | Montevideo Wanderers             | 16  | 18 | 6  | 4 | 8  | 28 | 35 | -7   |
| 6    | Liverpool Fútbol Club            | 15  | 18 | 6  | 3 | 9  | 28 | 36 | -8   |
| 7    | Central Español Fútbol Club      | 15  | 18 | 6  | 3 | 9  | 30 | 41 | -11  |
| 8    | Racing Montevideo                | 15  | 18 | 6  | 3 | 9  | 28 | 46 | -18  |
| 9    | Institución Atlética Sud América | 14  | 18 | 5  | 4 | 9  | 27 | 33 | -6   |
| 10   | Rampla Juniors Fútbol Club       | 13  | 18 | 5  | 3 | 10 | 28 | 30 | -2   |

| Légende : Qualifications et relégations | Légende : Qualifications et relégations |
| --------------------------------------- | --------------------------------------- |
|                                         | Champion d’Uruguay                      |
|                                         | Relégué en deuxième division            |
|                                         | T : Tenant du titre P : Promus          |

## Bilan de la saison
| Championnat d'Uruguay de football 1943 |                                       |
| Champion                               | Club Nacional de Football (18e titre) |
| Promotions et relégations              |                                       |
| Promus en Primera División             | River Plate                           |
| Relégués en Intermedia                 | Rampla Juniors Fútbol Club            |

## Statistiques

### Meilleur buteur
1. Atilio García (Club Nacional de Football), 18 buts.